# Angelo Angelotti
Angelo Angelotti, detto Er Caprotto (Roma, 7 agosto 1956 – Roma, 28 aprile 2012), è stato un criminale italiano noto come membro della Banda della Magliana.

## Biografia
Nato a Testaccio, entrò nel mondo della criminalità all'inizio degli anni settanta, inizialmente come usuraio e riciclatore di denaro sporco, e all'interno della Banda della Magliana fu dedito prevalentemente alla detenzione e allo spaccio di sostanze stupefacenti, molto spesso insieme a Paolo Frau.    Grazie ad Ettore Maragnoli fece la conoscenza dei boss Enrico De Pedis e Danilo Abbruciati; gli venne così affidata la gestione di parte del narcotraffico nelle zone di Testaccio, Trastevere e Monteverde
Il suo ruolo nel gruppo, inizialmente marginale, divenne più significativo a partire dal 1982, quando aiutò Abbruciati ad attirare con un pretesto un altro membro della banda, Massimo Barbieri, con la scusa di una festa, e farlo quindi uccidere.
Nel 1990 Marcello Colafigli, Vittorio Carnovale e Antonio D'Inzillo decisero di coinvolgerlo per tendere una trappola ad Enrico De Pedis, reo dell'eliminazione di Edoardo Toscano, attirandolo in un negozio di antiquariato con la scusa della vendita di un quadro.
Arrestato nel 1993 insieme ad altri componenti della banda, venne poi assolto in appello nel maxiprocesso alla Banda.
Dopo la fine del sodalizio criminale della Magliana, assunse il controllo delle nuove attività nella zona di Spinaceto, principalmente nel settore del gioco d'azzardo e delle rapine.

## La morte
Il 28 aprile 2012 venne ucciso durante un tentativo di rapina da due fratelli gioiellieri. Dopo aver speronato la loro Toyota IQ con un Fiat Fiorino con l’intento di sottrarre una valigia contenente preziosi, un proiettile nell’addome esploso da uno dei due fratelli uccise l’uomo sul colpo e un altro ferì un suo complice arrestato più tardi in ospedale.